# チェルニナ
チェルニナ(ポーランド語: czarnina)は、伝統的にカモの血液と澄んだチキンブロスから作るポーランドのスープである。カモの血液の代わりにウサギやブタの血液が用いられることもある。英語では「duck blood soup」という。

## 味
ポーランド、ベラルーシ、リトアニアの地域ごとに数百種類のレシピがある。使われる材料には、プラムかナシのシロップ、乾燥ナシ、プラムまたはサクランボ、アップルビネガー、蜂蜜等がある。多くのポーランドのスープと同様に、クルスキ、細麺、マカロニ、茹でたジャガイモ、ダンプリング等と一緒に食べる。

## シンボル
19世紀まで、チェルニナはポーランド文化の象徴でもあった。チェルニナは、恋人にプロポーズする若い男性に提供され、プロポーズを拒否された時にも、彼はチェルニナを提供された。これは、アダム・ミツキェヴィチによる有名な叙事詩『パン・タデウシュ』の中にあるプロットの要素である。
スウェーデンのスバートゥソッパという料理と非常によく似ている。